# Лејк Линдси (Флорида)
Лејк Линдси (енгл. Lake Lindsey) насељено је место без административног статуса у америчкој савезној држави Флорида.

## Демографија
По попису из 2010. године број становника је 71, што је 22 (44,9%) становника више него 2000. године.
| Група             | 2000.       | 2010.      |
| Белци             | 49 (100,0%) | 64 (90,1%) |
| Афроамериканци    | 0 (0,0%)    | 0 (0,0%)   |
| Азијати           | 0 (0,0%)    | 0 (0,0%)   |
| Хиспаноамериканци | 0 (0,0%)    | 5 (7,0%)   |
| Укупно            | 49          | 71         |